# Gare de Praye-sous-Vaudémont
La Gare de Praye-sous-Vaudémont est une gare ferroviaire française, fermée, de la ligne de Jarville-la-Malgrange à Mirecourt, située sur le territoire de la commune de Praye (ou Praye-sous-Vaudémont) dans le département de Meurthe-et-Moselle, en région Grand Est.
C'est une halte lorsqu'elle est mise en service en 1879 par la Compagnie des chemins de fer de l'Est. C'est également une Halte de la Société nationale des chemins de fer français (SNCF), fermée car sans desserte, le trafic voyageurs est suspendu depuis décembre 2016.

## Situation ferroviaire
Établie à 319 mètres d'altitude, la halte de Praye-sous-Vaudémont est située au point kilométrique (PK) 38,421 de la ligne de Jarville-la-Malgrange à Mirecourt, entre les haltes de Forcelles-Saint-Gorgon et de Saint-Firmin - Housséville. Le trafic voyageurs est suspendu sur cette section de la ligne.

## Histoire
Au mois d'août 1878, le conseil général du département de Meurthe-et-Moselle est informé de l'état d'avancement de la ligne de Vézelise à Mirecourt par le rapport, du 21 juin, de l'ingénieur du contrôle Bauer. Il y indique notamment que les travaux de terrassement sont terminés, les talus réglés, les ouvrages d'art achevés et que les terrains nécessaires ont tous été achetés et payés, et en ce qui concerne les stations et haltes, « celui (le bâtiment) de la halte de Praye est couvert ».
La halte de Praye-sous-Vaudémont est mise en service le 22 décembre 1879 par 
la Compagnie des chemins de fer de l'Est lorsqu'elle ouvre à l'exploitation la ligne de Vézelise à Mirecourt. La deuxième voie est établie en 1884 sur la totalité de la ligne.
Le 18 décembre 2016, la halte de Praye-sous-Vaudémont est fermée au service des voyageurs du fait de la suspension de ce service, entre Pont-Saint-Vincent et Vittel. La raison invoquée, par la SNCF : « des soucis de vétusté de la ligne avec des travaux colossaux à réaliser sur les voies. Une réhabilitation évaluée à cent millions d'euros ».

## Service des voyageurs
Halte fermée de la SNCF.

## Patrimoine ferroviaire
L'ancien bâtiment voyageurs est réaffecté en habitation.